# Blanka Patricie Skálová
Blanka Patricie Skálová je česká modelka a účastnice soutěží krásy. 

## Osobní život
Blanka Patricie Skálová pochází z Prahy. Studuje na Soukromém středním odborném učilišti kadeřnickém v Praze obor oboru kosmetika, vizážistika (maturita 2014). Věnuje se závodně latinskoamerickým tancům a tančí v Dance Academy Prague.

### Soutěže Miss
Blanka Patricie Skálová se zúčastnila mnoha soutěží. Na většině z nich se umístila na předních pozicích, například na:
- Miss Princess of the World Czech Republic 2011 – II. vicemiss[2]
- Miss Face 2012 – 3. Miss Face, Miss Sympatie
- Miss FANTOM 2012 – II. vicemiss[3]
- Top Golf Open 2012
- Look Bella 2012 – 3. místo, Look Bella Silueta, Look Bella Internet, Look Bella Sympatie[4][5]
- Miss Znojmo Open
- Miss Reneta[6]
- Supermiss 2013 - III. Supermiss
- iGirl 2015